# ミチノクヤマタバコ
ミチノクヤマタバコ（陸奥山煙草、学名: Ligularia fauriei）は、キク科メタカラコウ属の多年草。

## 特徴
茎は直立し、高さは60-100cmになる。根出葉が発達し、ロゼット状になって花時にも残る。根出葉は直立し、灰緑色で、葉身は卵状楕円形から楕円形で、長さ10-25cm、幅7-14cm、先は円頭、縁は不整の鋭い波状鋸歯があり、基部は切形または広いくさび形となり、長さ15-17cmになる長い葉柄に続く。茎につく葉は3-4個が互生し、基部は茎を広く抱き鞘状となる。
花期は6月。頭花は、茎先に長さ20cmになる総状の花序につき、下から上に向かって咲いていく。総苞は狭筒形で、長さ6mm、径3mm、総苞片は5個あって離生し、先は鈍頭になり、短毛がある。頭花の縁の舌状花は黄色で2-3個あり、花冠は長さ16mm、径4mmになる。筒状花は5個あり、花冠の長さ7mmになる。冠毛は赤褐色で、長さ3mmになる。
同属で類似のヤマタバコ（L. angusta）は、総苞が鐘形で総苞片は合着する。

## 分布と生育環境
日本固有種。本州の東北地方および関東地方北部の太平洋側に分布し、山地草原に生育する。

## 名前の由来
和名ミチノクヤマタバコは、「陸奥山煙草」の意で、「山煙草」とは、山に生え葉がタバコに似ていることによる。
種小名 fauriei は、パリ外国宣教会のフランス人宣教師で、植物採集家のフォーリー神父への献名である。

## ギャラリー
- 舌状花は3個、筒状花は5個。
- 総苞は狭筒形で総苞片は離生する。
- 葉は灰緑色で、茎につく葉は互生し茎を広く抱く。
- 根出葉は花時にも残り直立する。